# Eurydinotomorpha sinica
Eurydinotomorpha sinica är en stekelart som beskrevs av Masi 1927. Eurydinotomorpha sinica ingår i släktet Eurydinotomorpha och familjen puppglanssteklar.
Artens utbredningsområde är Taiwan. Inga underarter finns listade i Catalogue of Life.